# William Shepard
William Shepard (Westfield, 1º dicembre 1737 – Westfield, 16 novembre 1817) è stato un generale e politico statunitense. È stato un rappresentante del governo degli Stati Uniti per lo stato del Massachusetts dal 1797 al 1802 ed è stato generale in carico di varie milizie e del Continental Army durante la Guerra d'Indipendenza Americana e durante la Ribellione di Shays dove ha difeso l'armeria della città di Springfield.

## Biografia
Ha servito nell'esercito Continentale nella Guerra franco-indiana per sei anni per poi diventare Colonnello del Minutemen nell'aprile del 1775. Ha guidato, sotto il comando del generale John Glover, la milizia rivoluzionaria a Valley Forge, in Pennsylvania, durante la guerra d'Indipendenza Americana.
Shepard ha servito come membro della Casa dei Rappresentanti del Massachusetts dal 1785 al 1786.
Ha servito come generale di milizia e dell'esercito continentale insieme a Benjamin Lincoln durante la Ribellione di Shays difendendo l'attacco dei ribelli all'armeria della città di Springfield.
Diventa un membro del Governo del Massachusetts dal 1792 al 1976 per poi diventare parte del gruppo di mediatori scelti per interagire con gli indiani Penobscot e gli Irochesi.
Muore a Westfield nel 1817.